# Aktionstag
Aktionstage (lateinisch actio ‚Handlung‘, ‚Tätigkeit‘) sind bestimmte Tage, an denen Unternehmen oder öffentliche Einrichtungen einen „Tag der offenen Tür“ veranstalten, um auf sich aufmerksam zu machen, für sich zu werben oder um den Zweck der Einrichtung bekannter zu machen. Solche „Tage der offenen Tür“ können einmalig, in unregelmäßigen Abständen oder regelmäßig z. B. einmal im Jahr ausgerichtet werden. Auch manche Veranstaltungen der Tourismusbranche sind Aktionstage, so z. B. der „Tag der Linzer Torte“, der im österreichischen Linz mit Verkostungen und einem Rahmenprogramm veranstaltet wird, oder die niedersächsischen Heideblütenfeste (siehe Heidekönigin), an denen meist regelmäßig ein Wochenende lang gefeiert wird.
Einige Aktionstage gehen über kommerzielle Werbung hinaus. Sie verbinden z. B. ein unternehmerisches Interesse mit dem Naturschutz, wie eine Schweizer Baumschule, die 2010 einen „Tag der Nuss“ einführte, um darauf aufmerksam zu machen, dass Nussbäume Mäuse vertreiben und Feuerbrand verhindern können. Auch gibt es gemeinnützige Organisationen, wie z. B. die Weltgesundheitsorganisation (WHO), die 1988 den „Welt-AIDS-Tag“ einführte, um mit groß angelegten Kampagnen auf die Krankheit und die Situation Betroffener aufmerksam zu machen.
Eine Variante der Aktionstage sind Aktionsnächte, wie die so genannten Langen Nächte, z. B. die Lange Nacht der Museen.